# Йемлиц-Клайн-Дюбен
Йемлиц-Клайн-Дюбен (нем. Jämlitz-Klein Düben) — община в Германии, в земле Бранденбург. Входит в состав района Шпре-Найсе. Подчиняется управлению Дёберн-Ланд. Население составляет 491 человек (на 31 декабря 2010 года). Занимает площадь 28,63 км².
Община подразделяется на 2 сельских округа.
Официальным языком в населённом пункте, помимо немецкого, является лужицкий.

## Население
| Год  | Численность | Численность |
| ---- | ----------- | ----------- |
| 2017 | 468         | [ 1 ] [ 2 ] |
| 2019 | 461         | [ 5 ]       |
| 2021 | 448         | [ 6 ]       |
| 2022 | 442         | [ 7 ]       |
| 2023 | 439         | [ 3 ]       |